# Преображенська церква (Купичів)
Преображе́нська це́рква — чинна парафіяльна церква у селі Купичів Ковельського району Волинської області. Збудована у 1933—1938 роках чеськими переселенцями як євангелічний костел. Належить до Свято-Преображенської релігійної громади Православної церкви України. Пам'ятка архітектури місцевого значення (охоронний номер 2311-Вл).

## Історія

### Будівництво та передача православній громаді
Сучасна будівля Преображенської церкви була зведена у 1933—1938 роках чеськими переселенцями як євангелічний костел. Чехи, що оселилися в Купичеві у 1870-х роках, становили значну частину населення містечка.
У 1947 році, під час репатріації на історичну батьківщину, чеська громада передала споруду костелу православній громаді села. З того часу храм почав функціонувати як православна церква.
До цього в селі існувала інша, дерев'яна Преображенська церква, збудована ще в 1753 році. Вона розташовувалася на місці сучасного Пагорба Слави і згоріла під час бомбардування села 27 квітня 1944 року.

### Перехід до Православної церкви України
Тривалий час парафія належала до Української православної церкви Московського патріархату. 23 травня 2022 року парафіяльні збори ухвалили рішення про перехід до Православної церкви України. Цьому рішенню, зокрема, міг посприяти той факт, що незадовго до цього в селі поховали двох захисників України, які загинули на фронтах російсько-української війни.
4 серпня 2022 року Свято-Преображенську релігійну громаду було офіційно зареєстровано в Єдиному державному реєстрі як громаду ПЦУ. 7 серпня відбулося перше богослужіння українською мовою. За свідченнями парафіян, до цього молитви у цих стінах лунали чеською та старослов'янською мовами.

## Архітектура
Храм збудований як євангелічний костел, що визначило його архітектурні особливості. Деякі дослідники відзначають вплив українського архітектурного модерну (УАМ) на проєкт споруди, зауважуючи, що хоч її не можна назвати чистим зразком УАМ, автори проєкту однозначно були знайомі з цим стилем.

## Статус
Рішенням виконавчого комітету Волинської обласної ради народних депутатів від 3 квітня 1992 року № 76 церкві надано статус пам'ятки архітектури місцевого значення з охоронним номером 2311-Вл. У державному реєстрі датою будівництва вказано 1920 рік, однак більшість історичних джерел вказують на період будівництва 1933—1938 років.

## Парафія
Повна офіційна назва релігійної громади — РЕЛІГІЙНА ОРГАНІЗАЦІЯ «СВЯТО-ПРЕОБРАЖЕНСЬКА РЕЛІГІЙНА ГРОМАДА ВОЛОДИМИР-ВОЛИНСЬКОЇ ЄПАРХІЇ УКРАЇНСЬКОЇ ПРАВОСЛАВНОЇ ЦЕРКВИ (ПРАВОСЛАВНОЇ ЦЕРКВИ УКРАЇНИ) СЕЛА КУПИЧІВ КОВЕЛЬСЬКОГО РАЙОНУ ВОЛИНСЬКОЇ ОБЛАСТІ». Громада належить до Володимир-Волинської єпархії ПЦУ.
Настоятелем є Шулячук Владислав Анатолійович.
Парафія є активною, у храмі регулярно проводяться богослужіння, зокрема на великі свята, такі як Трійця та Великдень.

## Галерея

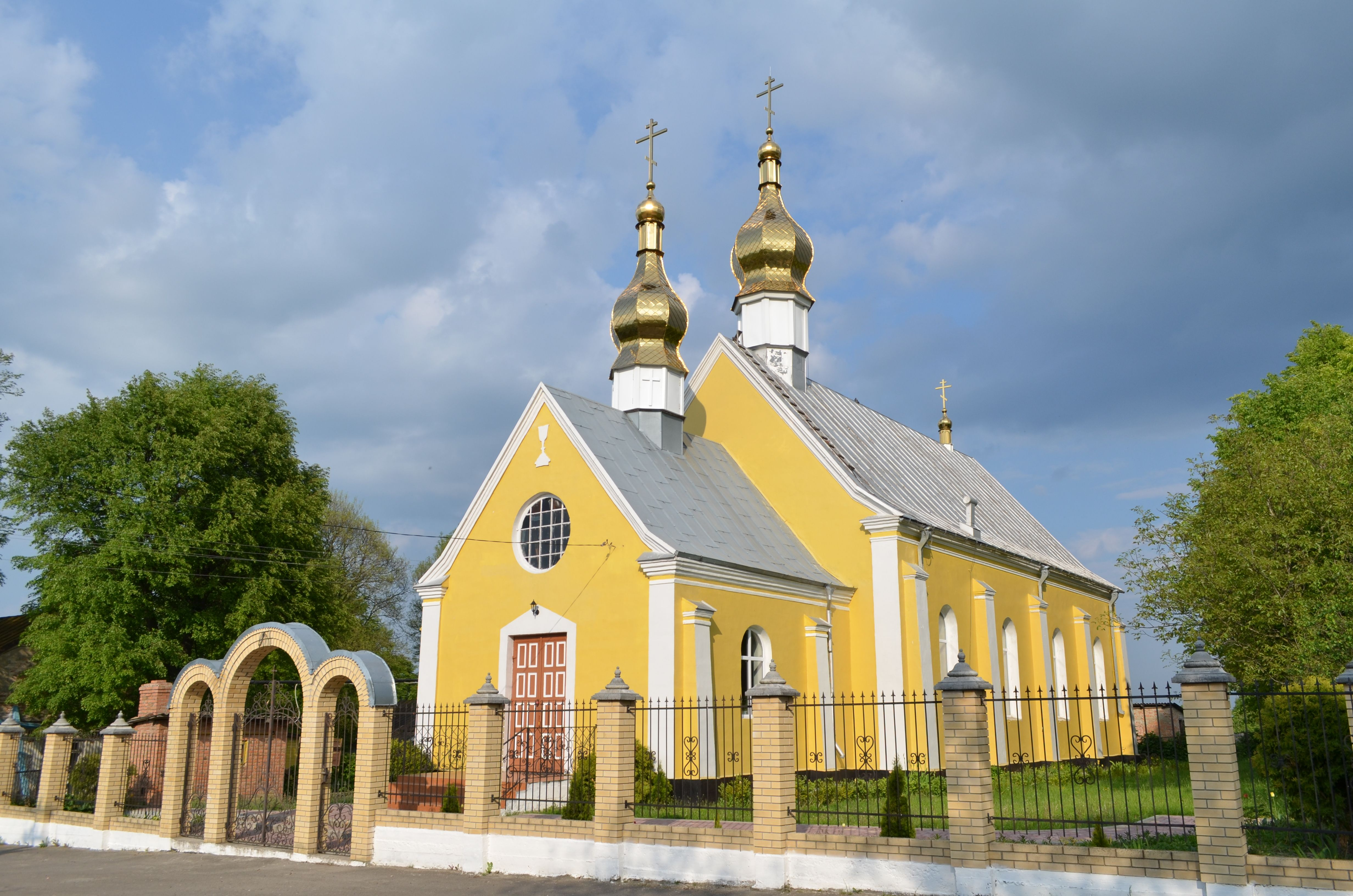
Преображенська церква в Купичеві
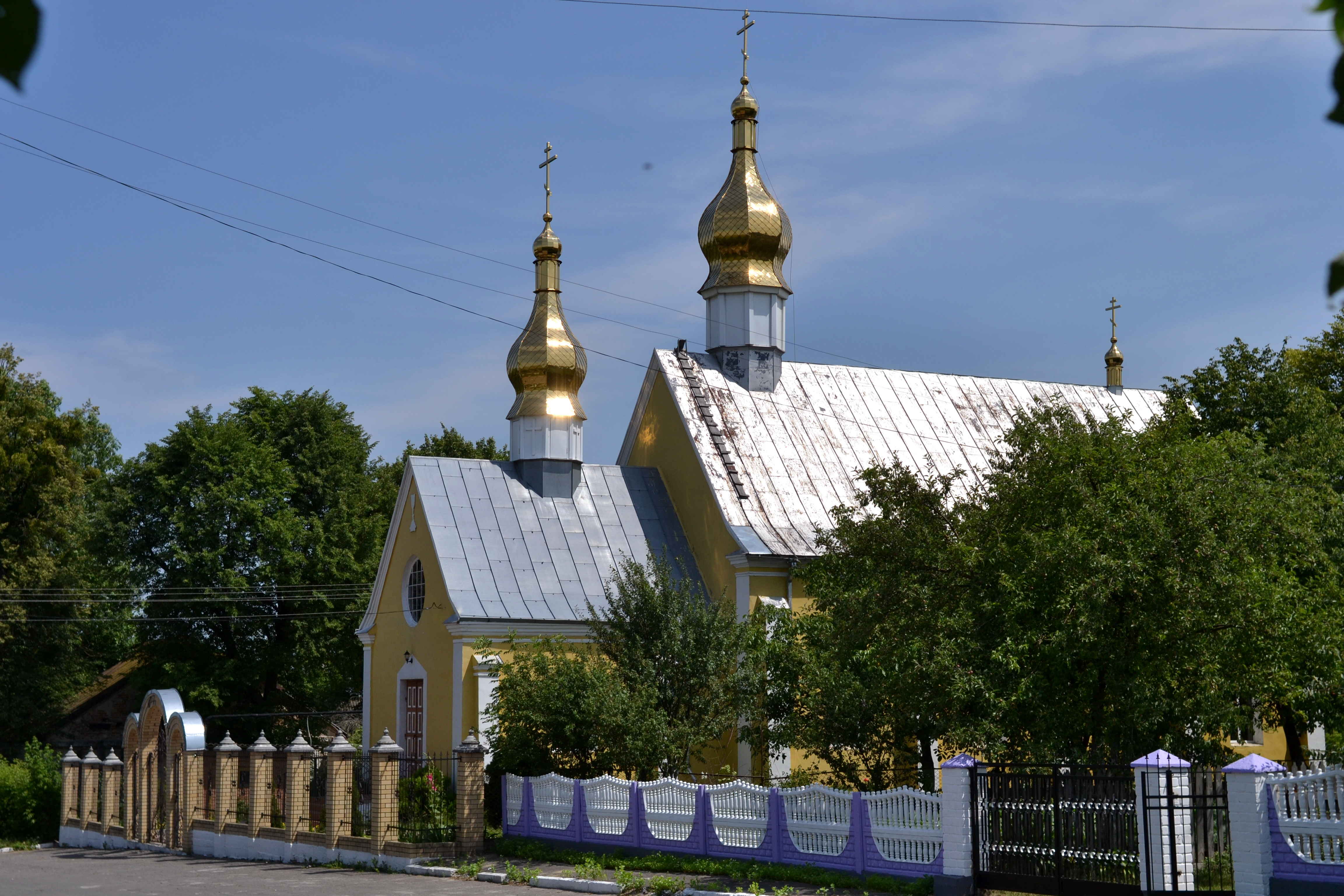
Преображенська церква, вид з південного заходу
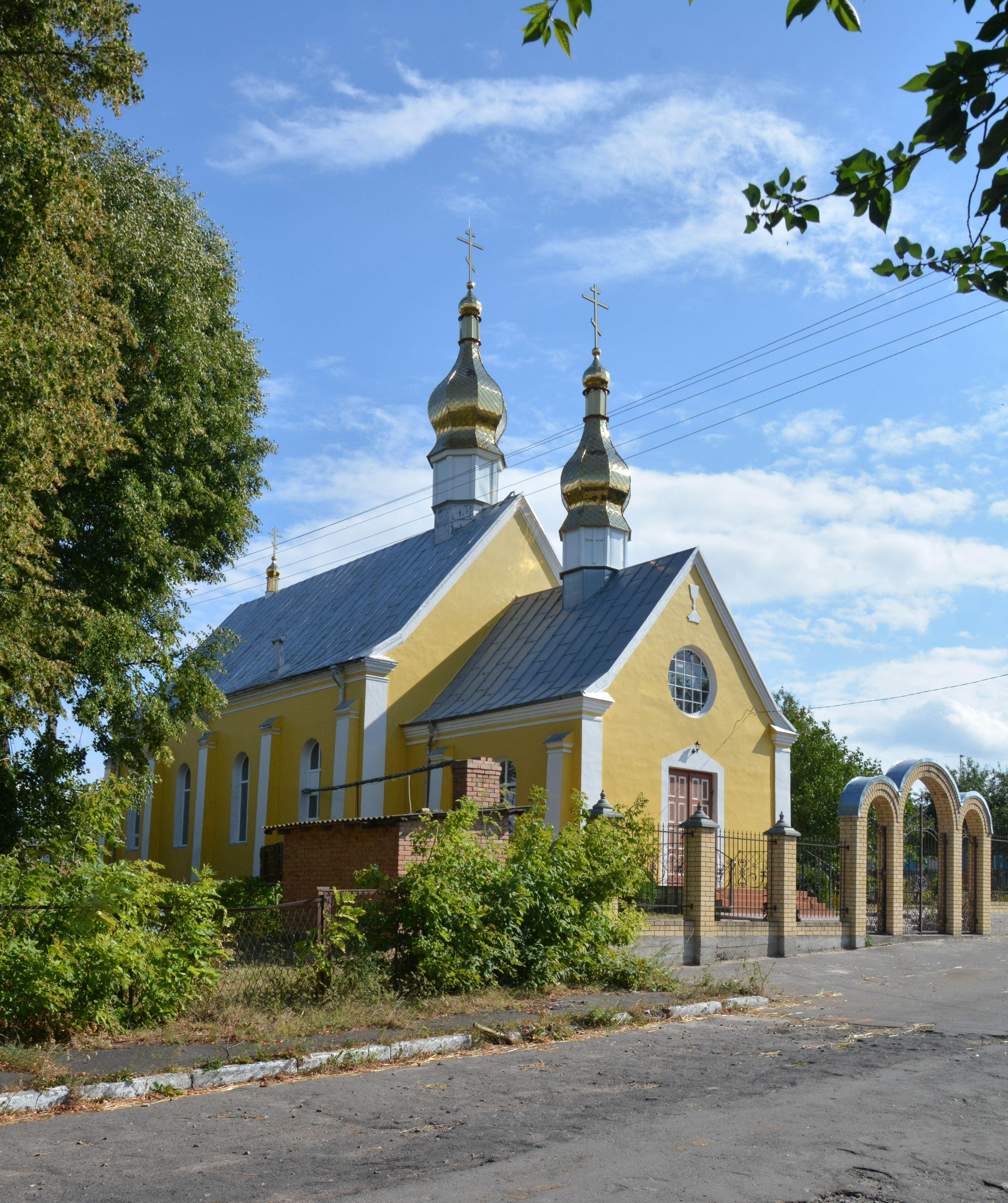
Деталі фасаду
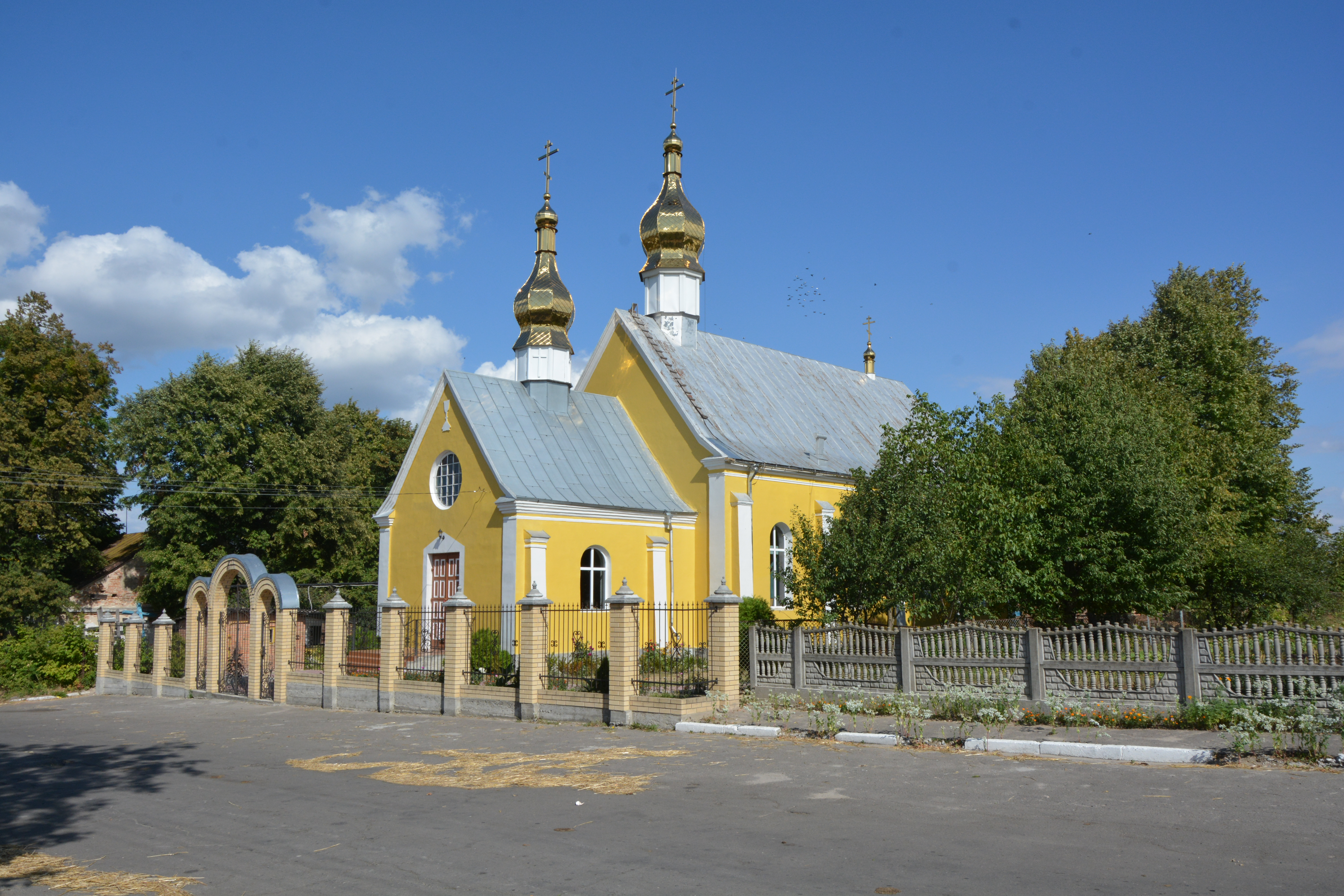
Вхід до храму
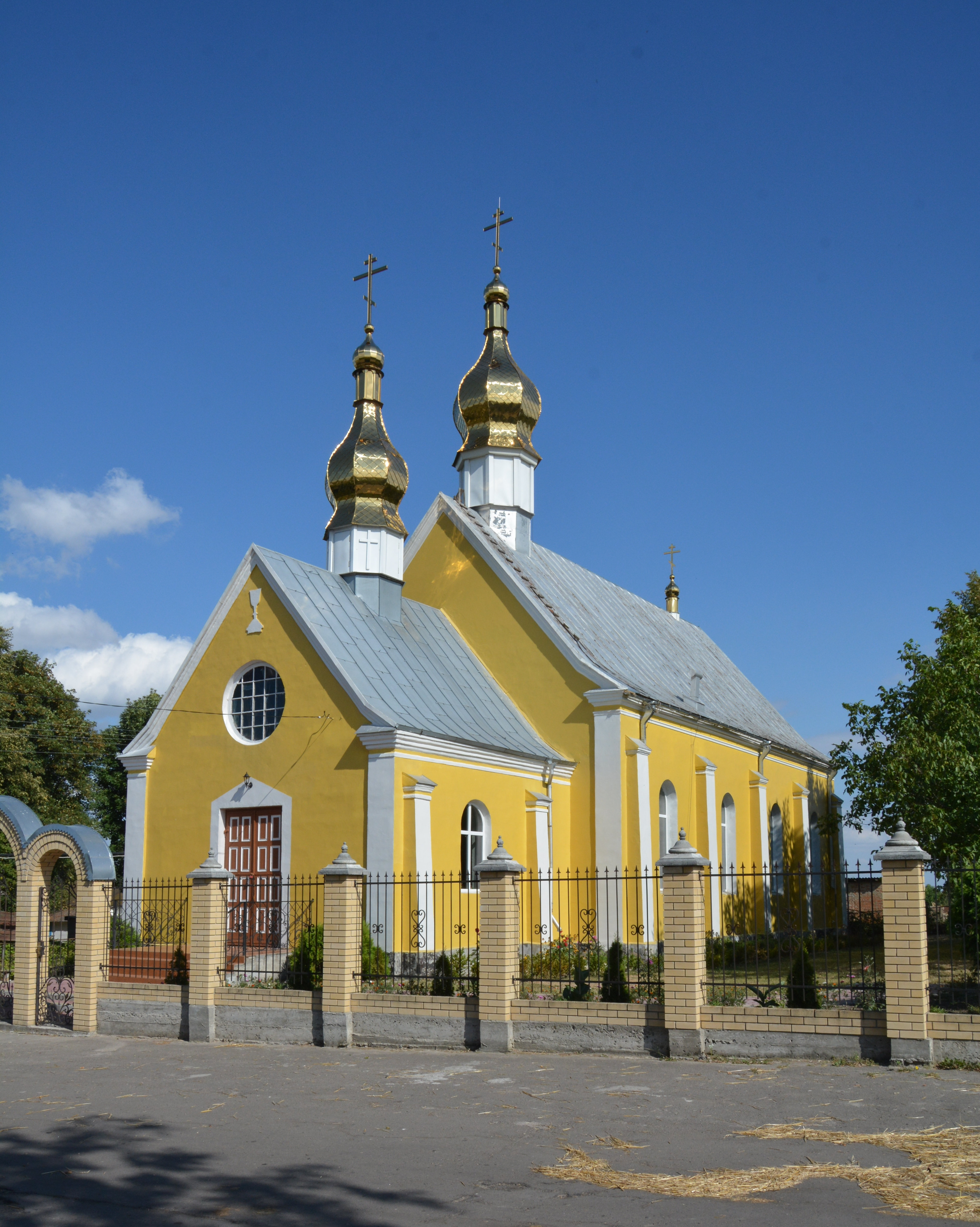
Вікна та стіни храму